# Tatort: Ausgeklinkt
Ausgeklinkt ist die 206. Folge der Fernsehreihe Tatort. Die vom Südwestfunk (SWF) produzierte Folge wurde erstmals am 23. Mai 1988 im Ersten Programm der ARD ausgestrahlt. Für Kriminalhauptkommissarin Hanne Wiegand (Karin Anselm) ist es der achte und letzte Fall. Es geht um die Ermordung eines Psychiatriepatienten und Zweifel der Vorgesetzten und Kollegen an Wiegand in diesem Zusammenhang.

## Handlung
Der Journalist Thomas Wiener sucht Kommissarin Wiegand auf und teilt ihr mit, dass er den Selbstmord eines Freundes in der psychiatrischen Privatklinik von Dr. Graefe, wo sein Freund Patient war, anzweifle. Sein Freund sei auch nicht psychisch krank gewesen, sondern nach eigenem Bekunden „einer großen Sache“ auf der Spur. Wiener vermutet, dass sein Freund deshalb dort eingewiesen und schließlich umgebracht wurde. Gestresst tut Wiegand Wieners Vermutungen als unsinnig ab und verweist ihn an die Staatsanwaltschaft.
Wiener lässt sich daraufhin Undercover in die Klinik einweisen, um auf eigene Faust zu ermitteln. Die behandelnde Ärztin Dr. Bossel bemerkt schnell, dass Wiener simuliert, und teilt dies Dr. Graefe mit. Dieser ordnet an, dass er sich in Zukunft selbst um den Patienten kümmern wird, und durchsucht auch heimlich dessen Zimmer. Graefe entdeckt dabei, dass Wiener die ihm verschriebenen "Placebo"-Medikamente nicht eingenommen, sondern heimlich versteckt hat. Er tauscht die versteckten Medikamente gegen Hustentabletten aus. Die junge Schwester Gaby Wiedemann kümmert sich liebevoll um Wiener, sehr zum Missfallen ihres eifersüchtigen Kollegen Wolfgang "Wolly" Deutz. Graefe weist Schwester Hilde und Pfleger Detlef an, Wiener ein stärkeres Medikament zu verabreichen und darauf zu achten, dass Wiener es auch nimmt. Widerwillig muss Wiener die Tablette einnehmen. Wiener gelingt es jedoch, die Tablette nicht zu verschlucken. Er schafft es in der Nacht, sich anzuziehen und aus dem Zimmer zu schleichen. Auf der Flucht schlägt er den Pfleger Wolly nieder. Doch auch Graefe bemerkt Wieners Flucht. Wiener schafft es, vom Gelände zu entkommen, wird aber von einem Transportwagen der Klinik tot gefahren.
Wiegands Assistent Leverkühn erfährt am Tatort, dass der Tatwagen mehrfach vor- und zurückgesetzt hat. Offenbar wollte der mit dem Zündschlüssel verschwundene Fahrer sichergehen, dass das Opfer stirbt. Als Kommissarin Wiegand am Tatort eintrifft, erkennt sie sofort in Wiener den Mann, der sie drei Wochen zuvor aufgesucht und den sie unwirsch weggeschickt hatte. Detlef bemerkt, dass Graefe nicht in seiner Wohnung auf dem Gelände ist. Als Graefe zurückkehrt, schärft er Detlef ein, bei einer Befragung zu bestätigen, dass er ihn zu Hause angetroffen habe. Wiegand und Leverkühn suchen die Klinik auf. Das Personal einschließlich Graefe gibt sich überrascht und schockiert über Wieners Tod. Wolly ist verschwunden, die Beamten lassen ihn zur Fahndung ausschreiben.
Wiegand, die sich schwere Vorwürfe macht, weil sie Wiener weggeschickt hatte, sucht den mit ihr befreundeten Journalisten Schroeder auf, de. Er soll für sie zur Klinik von Dr. Graefe recherchieren. Wiegands Vorgesetzter Kriminaldirektor Städel warnt Wiegand aufgrund der Erfahrung im vorangegangenen Fall Spiel mit dem Feuer, sich zu früh auf einen Tatverdächtigen zu versteifen, da dies in dem Fall zum Selbstmord des unschuldig Verdächtigten geführt hatte. Wiegand und Leverkühn befragen erneut Schwester Hilde. Sie sagt aus, Wiener das starke Beruhigungsmittel auf Anordnung Graefes verabreicht zu haben. Schwester Gaby sagt aus, nicht mit Wiener verabredet gewesen zu sein, Wolly hätte demnach keinen Grund gehabt, auf Wiener eifersüchtig zu sein. Graefe präsentiert Wiegand sein Alibi und äußert, Wiener habe aufgrund seines schizophrenen Krankheitsbildes aus der Klinik fliehen wollen. Dass Wiener mit dem Patienten Friedrich Bankow befreundet war, der sich in der Klinik erhängt hatte, will Graefe gewusst haben.
Wiegand erfährt unterdessen, dass in der Tasche Wieners lediglich Hustentabletten waren. Sie fragt sich zudem, warum Wolly, wenn er denn Wiener aus Eifersucht umgebracht hätte, dessen Taschen durchsuchen sollte, worauf Spuren am Tatort hindeuten. Zudem hat Graefe auf den Tod Wieners nicht überrascht reagiert. Städel und Leverkühn halten Wiegands Vermutungen für unsinnig und werfen ihr vor, sich erneut in einen Tatverdächtigen zu verrennen, obwohl der flüchtige Verdächtige doch so offensichtlich der Täter sei. Wiegand sucht erneut Graefe auf. Das Alibi seiner Haushälterin klingt nicht sehr überzeugend. Graefe erklärt, dass er nicht wisse, warum Wiener die Klinik mit den Hustentabletten in der Tasche verließ, und behauptet erneut, dass dies zu Wieners Krankheitsbild passe. Gaby sucht Wiegand auf und erklärt ihr, dass sie Kontakt zu Wolly habe und sie zu ihm bringen könne, Wiegand lässt sich darauf ein. Wolly erklärt ihr, dass er von Wiener zusammengeschlagen wurde. Er sei ihm dann gefolgt, um ihn zurückzuholen. Er wollte ihn mit dem Klinikwagen verfolgen, doch der Wagen sei schon weg gewesen, später habe er den Wagen und die Leiche Wieners gefunden. Er habe befürchtet, des Mordes verdächtigt zu werden, und sei deshalb untergetaucht, Detlef und Graefe hätten ihn darin bestärkt. Wiegand ist gerade dabei, das Vertrauen Wollys zu gewinnen, als Leverkühn und Kollegen hinzukommen und Wolly festnehmen. Sie waren von Detlef informiert worden. Wiegand reagiert ungehalten.
Während für Städel und Leverkühn der Fall klar zu sein scheint, sucht Wiegand Wieners Hausärztin Dr. Franke auf. Diese gibt zu, ein Verhältnis mit Wiener gehabt und ihn auf eigenen Wunsch gesund in die Psychiatrie von Dr. Graefe eingewiesen zu haben. Sein Freund Friedrich Bankow habe freiberuflich für eine pharmazeutische Firma in Ludwigshafen gearbeitet. Wiegand bittet Dr. Franke, ihre Aussage am nächsten Tag im Präsidium zu Protokoll zu geben. Nachdem sie geht, steht Detlef bei Dr. Franke vor der Tür, Graefe wartet auf ihn im Auto. Ein späterer Mordanschlag Detlefs auf Wiegand scheitert von dieser unbemerkt. Im Präsidium behauptet Dr. Franke am nächsten Morgen plötzlich, Wiener aus gesundheitlichen Gründen eingewiesen zu haben, er habe schizophrene Schübe gehabt. Wiegand ahnt, dass Franke eingeschüchtert wurde, kann aber keine hilfreichen Angaben aus Franke herausbekommen. Städel lehnt den von Wiegand verlangten Durchsuchungsbefehl für Graefes Klinik ab.
Wiegand sucht den vorbestraften Klenze auf, den sie aus vorherigen Fällen kennt, und bittet ihn, für sie eine Alarmanlage auszuschalten. Unter einem Vorwand lockt sie Graefes Haushälterin ins Präsidium und lässt ihren Freund Schröder Graefe zu dem anscheinend geklärten Mordfall interviewen. Beim Eindringen in Graefes Privathaus wird Wiegand allerdings von Detlef beobachtet, der Graefe verständigt. Wiegand findet im Keller von Graefes Haus Beweise, dass Graefe Versuche mit einem von ihm entwickelten Medikament an seinen Patienten durchführt. Als Graefe in seinem Haus auftaucht, gibt er Wiegand gegenüber zu, Bankow in den Tod getrieben zu haben, weil dieser sich in die Klinik einschleusen ließ, um an die Rezeptur für das Medikament zu kommen. Wiener hatte ebenfalls recherchiert und Beweise für die Medikamentenversuche zu sichern versucht, deshalb ermordete Graefe ihn.
Als Leverkühn mit Verstärkung eintrifft, sind jedoch alle Beweise aus Graefes Keller verschwunden. Wiegand wird schnell klar, dass Graefe sie abgelenkt hat, damit Detlef die Beweise in der Zeit verschwinden lassen kann. Weder Städel noch Leverkühn glauben Wiegands Beobachtungen, Graefe attestiert ihr Anomalien. Wiegand räumt schließlich resigniert ihren Schreibtisch und versichert Städel, dass sie ihre Beobachtungen beeiden will, um wenigstens Wolly vor der Verurteilung wegen Mordes zu bewahren. Hoffnungen auf eine Verurteilung Graefes macht sich Wiegand nicht mehr.

## Hintergrund und Besonderheiten
Die Folge wurde in Baden-Baden und Umgebung sowie in Mannheim zwischen dem 7. Januar und dem 12. Februar 1988 gedreht.
Dietmar Bär, der später den Kölner Tatort-Kommissar Freddy Schenk spielte, hat hier einen Kurzauftritt als Kleingangster, der der Ermittlerin hilft.

## Kritik
Die Kritiker der Fernsehzeitschrift TV Spielfilm beurteilen diesen Tatort positiv und kommentieren (sachlich unzutreffend, da ihre Vorgängerin Buchmüller (Nicole Heesters) die erste Tatort-Ermittlerin war): „Würdiger Abgang der 1. ‘Tatort’-Ermittlerin“.